# Enzo Negreira
Enzo Exequiel Negreira Hernández (Montevideo, 23 de marzo de 1997) es un exfutbolista uruguayo, jugaba de extremo derecho.

## Trayectoria
Enzo realizó la escuelita de fútbol en Liverpool, se inició en juveniles con la sub-14 negriazul, en el 2011. Pero el año siguiente, en febrero, pasó a C. A. Cerro, se integró a la sub-15, anotó 20 goles en su primer año, además jugó algunos partidos con la sub-16 y anotó 1 gol. En el 2013, anotó 12 goles con la sub-16. Al año siguiente mostró un buen nivel con la sub-17, anotó 9 goles y a fin de año, el 3 de diciembre, debutó con Tercera División. En el año 2015, alternó con Cuarta y Tercera División, en la sub-19 anotó 6 goles, además practicó con la selección de Uruguay sub-18.
Fue ascendido al plantel principal en julio de 2015 por Eduardo Acevedo, realizó la pretemporada en Flores. Jugó un partido de práctica contra Atenas, en el que empataron 1-1.
Practicó con el primer equipo, pero no fue considerado para el Torneo Apertura, por lo que alternó en Tercera División para acumular minutos y experiencia.
El técnico Acevedo, lo convocó para jugar un partido amistoso. El 15 de diciembre de 2015 ingresó en el segundo tiempo para enfrentar a la selección de Colonia en el Suppici y ganaron 1-0.
Comenzó la pretemporada el 5 de enero de 2016, con un nuevo técnico en el club, Gustavo Ferrín. Enzo quedó en el primer equipo de Cerro para ser considerado, luego de una buena campaña con Tercera División el año anterior.
El 16 de enero, jugaron un partido amistoso, por la Copa Confraternidad contra Plaza Colonia, Negreira ingresó en el transcurso del encuentro pero perdieron 1-0. Enzo jugó un partido de práctica contra la selección de Canelones el 18 de enero, estuvo todo el encuentro en cancha y empataron 2-2.
Viajó con el plantel a Rosario, para disputar dos encuentros amistoso en Argentina. Primero jugaron contra Central Córdoba, el 27 de enero, fueron 2 partidos de 60 minutos, en el primero jugaron los titulares y perdieron 3-2, luego Negreira estuvo con los suplentes y ganaron 0-3. El 29 de enero, jugó contra Rosario Central en el Gigante de Arroyito, ingresó al minuto 56 pero perdieron 1-0.
Fue convocado por primera vez para un partido oficial para la fecha 1 del Torneo Clausura 2016. Estuvo en el banco de suplentes contra Peñarol, pero no tuvo minutos y perdieron 2-1. Debutó como profesional el 14 de febrero, ingresó en los minutos finales para enfrentar a Danubio en el Nasazzi y ganaron 1-0. Jugó su primer partido con 18 años y 328 días, utilizó la camiseta número 27.

## Selección nacional
Ha sido parte de la selección de fútbol de Uruguay en las categorías juveniles sub-17 y sub-18.
Luego del Campeonato Sudamericano Sub-17 de 2013, fue convocado por Fabián Coito en junio, para entrenar por primera vez con la selección, ya que no fueron citados los que jugaron el torneo para que descansen. A pesar de ser un año menor que la categoría practicó con jugadores como Lucas Torreira, Agustín Sant'Anna, Mathías Suárez y Guzmán Corujo, pero no volvió a ser considerado.
El 1 de octubre de 2015, tuvo una nueva oportunidad, ya que fue convocado por Coito, esta vez a la sub-18, para comenzar el proceso de la próxima selección sub-20 que jugaría el Campeonato Sudamericano de 2017 en Ecuador.
Debutó con Uruguay el 12 de octubre, en el Estadio Luis Franzini, en un amistoso contra Rusia, utilizó el dorsal número 15, ingresó en el segundo tiempo por De La Cruz y ganaron 2-1 luego de comenzar en desventaja.
Enzo volvió a ser convocado para entrenar con la selección hasta fin de año. El 26 de octubre estuvo presente el técnico de la selección mayor, Tabárez, que observó la práctica y los saludó. No volvió a ser citado en 2016.
En su segunda etapa con la selección, compartió con jugadores como Federico Valverde, Santiago Mele, Santiago Bueno, Mathías Olivera, Marcelo Saracchi y Diego Rossi.

## Estadísticas

### Clubes
Actualizado al último partido disputado el 30 de mayo de 2019.
| Club                        | Div.          | Temporada     | Liga  | Liga  | Liga   | Copas nacionales | Copas nacionales | Copas nacionales | Copas internacionales | Copas internacionales | Copas internacionales | Total | Total | Total  |
| Club                        | Div.          | Temporada     | Part. | Goles | Asist. | Part.            | Goles            | Asist.           | Part.                 | Goles                 | Asist.                | Part. | Goles | Asist. |
| --------------------------- | ------------- | ------------- | ----- | ----- | ------ | ---------------- | ---------------- | ---------------- | --------------------- | --------------------- | --------------------- | ----- | ----- | ------ |
| C. A. Cerro · Uruguay       | 1.ª           | 2015-16       | 2     | 0     | 0      | —                | —                | —                | —                     | —                     | —                     | 2     | 0     | 0      |
| C. A. Cerro · Uruguay       | 1.ª           | 2017          | 1     | 0     | 0      | —                | —                | —                | —                     | —                     | —                     | 1     | 0     | 0      |
| C. A. Cerro · Uruguay       | 1.ª           | 2019          | 3     | 0     | 0      | —                | —                | —                | 1                     | 0                     | 0                     | 4     | 0     | 0      |
| C. A. Cerro · Uruguay       | Total club    | Total club    | 6     | 0     | 0      | 0                | 0                | 0                | 1                     | 0                     | 0                     | 7     | 0     | 0      |
| C. Oriental de F. · Uruguay | 2.ª           | 2018          | 4     | 0     | 0      | —                | —                | —                | —                     | —                     | —                     | 4     | 0     | 0      |
| C. Oriental de F. · Uruguay | Total club    | Total club    | 4     | 0     | 0      | 0                | 0                | 0                | 0                     | 0                     | 0                     | 4     | 0     | 0      |
| Total carrera               | Total carrera | Total carrera | 10    | 0     | 0      | 0                | 0                | 0                | 1                     | 0                     | 0                     | 11    | 0     | 0      |
| 1.                          |               |               |       |       |        |                  |                  |                  |                       |                       |                       |       |       |        |

### Selección
Actualizado al último partido disputado el 12 de octubre de 2019.
| Selección         | Temporada         | Continental | Continental | Continental | Mundial | Mundial | Mundial | Amistosos | Amistosos | Amistosos | Total | Total | Total  |
| Selección         | Temporada         | Part.       | Goles       | Asist.      | Part.   | Goles   | Asist.  | Part.     | Goles     | Asist.    | Part. | Goles | Asist. |
| ----------------- | ----------------- | ----------- | ----------- | ----------- | ------- | ------- | ------- | --------- | --------- | --------- | ----- | ----- | ------ |
| Sub-18 · Uruguay  | 2015              | —           | —           | —           | —       | —       | —       | 1         | 0         | 0         | 1     | 0     | 0      |
| Sub-18 · Uruguay  | Total sel.        | 0           | 0           | 0           | 0       | 0       | 0       | 1         | 0         | 0         | 1     | 0     | 0      |
| Total selecciones | Total selecciones | 0           | 0           | 0           | 0       | 0       | 0       | 1         | 0         | 0         | 1     | 0     | 0      |